# Amable Audin
Pour les articles homonymes, voir Audin.
Amable Audin est un archéologue et épigraphiste français né à Lyon le 26 juillet 1899 et mort dans la même ville en le 25 janvier 1990. Il est l'un des spécialistes du monde gallo-romain de Lugdunum (Lyon). Ses interprétations historiques et archéologiques relatives au Lyon antique sont révisées depuis sa disparition.

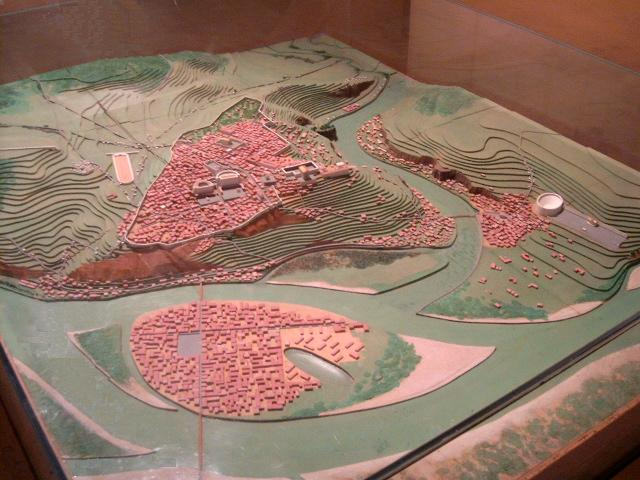
Plan relief de Lugdunum selon les théories d'Amable Audin, exposé au musée gallo-romain de Fourvière.

## Famille
Amable Audin appartient à une très ancienne famille d'humanistes et imprimeurs lyonnais.
Son père, l'imprimeur Marius Audin (imprimerie « Aux deux Collines »), s’intéresse beaucoup à l’histoire, notamment à celle de l'imprimerie, et fonde en 1942 le musée des Arts et Traditions populaires de Beaujeu (69).
Il a un frère : l'éditeur Maurice Audin, qui fonde le musée de l’imprimerie à Lyon.

## Biographie
Amable Audin est né dans le 3ème arrondissement de Lyon, au n°65 place Guichard le 25 juillet 1899. Dès sa jeunesse, il se passionne pour l'archéologie ; il effectue sa première fouille à l'âge de vingt ans.
Il s'intéresse à l'histoire des religions et aux mythes solaires au contact avec l'érudit Paul-Louis Couchoud, familier de limprimerie familiale, et publie en 1927 une étude sur « Les rites solticiaux et la légende de St-Pothin » et en 1945 un livre sur « Les fêtes solaires », qui influent sur ses théories relatives à la période romaine de Lyon. Ainsi, il voit dans les colonnes de l'Autel de Rome et d'Auguste de Lugdunum un substitut de piliers solticiaux pré-romains, ou il fixe d'après le lever du Soleil dans l'axe de la rue Cléber le jour de fondation de Luddunum au 9 octobre 43 av. J.-C..
À partir de 1938, il participe au dégagment du théâtre gallo-romain  de Fourvière sous la direction de Philippe Fabia et de Pierre Wuilleumier. À partir de 1952, il succède à Pierre Wuilleumier à la direction des fouilles du site archéologique et enrichit le patrimoine de l'antique ville romaine de Lugdunum (Lyon) de plusieurs monuments majeurs : l'odéon, le théâtre et le pseudo-temple de Cybèle, puis l'amphithéâtre des Trois Gaules. Audin recueille aussi dans ses notes les renseignements archéologiques des multiples découvertes fortuites dans les quartiers de Vaise et du cinquième arrondissement de Lyon. Ses notes et ses plans sont parfois la seule documentation de vestiges ensuite détruits par les travaux urbains. En 1956, il en publie  une synthèse : La topographie de Lugdunum, plusieurs fois enrichie et rééditée.
En 1968, il est le premier à observer un tronçon du rempart romain qui sera dégagé en 2012 et à côté duquel on trouvera le murus gallicus.
Conservateur des collections gallo-romaines de la ville de Lyon, il réussit à convaincre le maire Louis Pradel de la nécessité de construire un musée lyonnais de la civilisation gallo-romaine : le musée gallo-romain de Fourvière voit le jour en 1975, et Amable Audin en est le premier conservateur.
Il est membre de l'Académie des sciences, belles-lettres et arts de Lyon. Il a fait partie du comité de patronage de Nouvelle École.
Il meurt à Lyon le 25 janvier 1990,,.

## Publications
- « Liste de 57 publications de 1943 à 1985 », avec liens en ligne, sur persee.
- [Audin 1945] Les Fêtes Solaires - Essai sur la religion primitive, Presses universitaires de France, coll. « Mythes et Religions », 1945.
- [Audin 1947] « Le confluent et la croisée de Lyon », Géocarrefour, vol. 22, nos 1-4,‎ 1947, p. 99-130 (lire en ligne [sur persee]).
- [Audin 1951] « Janus, le génie de l'Argiletum », Bulletin de l'Association Guillaume Budé, Lyon, no LH-10,‎ 1951, p. 52-91 (lire en ligne).
- [Audin 1956] Essai sur la topographie de Lugdunum, Lyon, Institut des études rhodaniennes de l’université de Lyon, coll. « Revue de géographie de Lyon, Mémoires et Documents » (no 11), 1956 (réimpr. 1964 (3e édition augmentée)), 1re éd., 175 p..
- [Audin 1965] Lyon, miroir de Rome dans les Gaules, Fayard, coll. « Résurrection du passé », 1965, 224 p..
- [Audin 1984] La conspiration lyonnaise de 1790 et le drame de Poleymieux, Éditions lyonnaises d'art et d'histoire, 1984.

### En collaboration
- [Couchoud & Audin 1952] Paul-Louis Couchoud et Amable Audin, « Requiem aeternam… L'ascia, instrument et symbole de l'inhumation », Revue de l'histoire des religions, vol. 142, no 1,‎ 1952, p. 36-66 (lire en ligne [sur persee]).

## Anecdote
Amable et Maurice Audin partageaient un même bureau, et Amable s'occupait parfois d'édition comme Maurice d'archéologie.